# Niemiecki cmentarz wojenny w Prilepie
Niemiecki cmentarz wojenny w Prilepie (mac. Германски воени гробишта во Прилепа) – cmentarz wojenny żołnierzy niemieckich zlokalizowany w południowej części północnomacedońskiego Prilepu. Przylega do Starego Cmentarza w Prilepie.
Na powierzchni 7200 m² pochowanych jest 1683 żołnierzy niemieckich (w tym 45 z II wojny światowej, pozostali z I wojny światowej), 40 żołnierzy austro-węgierskich, 39 bułgarskich, 33 z terenów byłej Jugosławii, 21 z Rumunii, 10 z Rosji, 8 z Albanii oraz 5 z Turcji. Zginęli oni podczas II wojny światowej. Na cmentarzu pochowano również 19-letniego Heinricha Eberta, syna pierwszego prezydenta Niemiec, Friedricha Eberta (1871–1925). Heinrich zmarł z ran w lutym 1917 w szpitalu wojskowym w Prilepie. 
Po wyzwoleniu Prilepu, w przeciwieństwie do innych miast w Macedonii, cmentarz został zniszczony. W 2006 rozpoczął się proces renowacji cmentarza, sfinansowany przez rząd niemiecki we współpracy z samorządem lokalnym. Prace zakończono w 2009.